# Jalasjärvi
Jalasjärvi ist ein Ort und eine ehemalige Gemeinde in der Landschaft Südösterbotten im Westen Finnlands. Die Gemeinde hatte am 30. September 2014 7899 Einwohner, sie wurde am 1. Januar 2016 nach Kurikka eingegliedert.

## Geographie
Da Gemeindegebiet von Jalasjärvi war mit 830 Quadratkilometern (hiervon 11,7 km² Fläche von Binnengewässern) recht ausgedehnt und etwa größer die Fläche der Stadt Hamburg. Der Süden der Gemeinde liegt auf dem Moränenrücken des Suomenselkä und erreicht im Kloperovuori eine Höhe von 193 Metern über dem Meeresspiegel. Nach Norden hin fällt das Gelände zur österbottnischen Küstenebene stetig ab. Da die im Norden gelegenen Ebenen nach dem Ende der letzten Eiszeit zunächst noch unter den Fluten des Ancylussees lagen und sich erst mit der fortschreitenden isostatischen Landhebung trockenfielen, haben sich hier fruchtbare Lehmböden ablagern können, so dass der Norden von Jalasjärvi intensiv landwirtschaftlich genutzt wird. Der Süden ist, wie der gesamte Suomenselkä, hingegen wegen seines Reliefs und der sauren Moorböden kaum urbar und ist so auch sehr dünn besiedelt.
Die Gemarkung von Jalasjärvi deckt sich fast mit dem Einzugsgebiet des Flusses Jalasjoki und seiner Zuflüsse, die im Suomenselkä entspringen und besonders zur Schneeschmelze im Frühjahr regelmäßig Hochwasser führen und teils schwerwiegende Überschwemmungen verursachen. Die Seen im Gemeindegebiet sind allesamt recht klein. Die im Nordteil gelegenen Seen und Weiher wie der Hirvijärvi, der Koskutjärvi, der Ahvenlampi und der Jalasjärvi, der der Gemeinde ihren Namen gab, sind sehr flach und infolge starker Bedüngung der fast gänzlich verschilft, der Ojajärvi im Nordosten der Gemeinde trocknet im Sommer sogar aus. Klarer und landschaftlich reizvoller sind die im hügeligen Norden gelegenen Weiher wie der Kolhonjärvi, der Iso-Madesjärvi, und der Saarijärvi.
Das Kirchdorf von Jalasjärvi liegt rund 35 Kilometer südlich der Stadt Seinäjoki etwas südlich der Stelle, an der sich der Jalasjoki zum See Jalasjärvi ausweitet. Weiterhin gehören zur Gemeinde die Dörfer Taivalmaa, Hirvijärvi, Ilvesjoki, Jalasjärvi, Sikakylä, Jokipii, Keskikylä, Koskue, Luopajärvi, Ylivalli und Alavalli.

Wappen von Jalasjärvi

## Politik
Wie in den meisten ländlich geprägten Gegenden Finnlands war in Jalasjärvi zuletzt die Zentrumspartei die stärkste politische Kraft. Bei der Kommunalwahl 2008 erhielt sie 44,7 Prozent, bei der Parlamentswahl 2007 sogar die Hälfte der Stimmen. Im Gemeinderat, der höchsten Entscheidungsinstanz in kommunalen Angelegenheiten, stellte sie nach den Kommunalwahlen 2008 17 von 35 Abgeordneten. Die zweitstärkste Partei war die konservative Nationale Sammlungspartei mit 27,5 Prozent der Stimmen und 10 Sitzen im Stadtrat. Die dritte große Partei Finnlands, die Sozialdemokraten, spielen hingegen mit einem einstelligen Wahlergebnis und drei Abgeordneten im Stadtrat in Jalasjärvi eine untergeordnete Rolle. Überproportional stark vertreten waren die rechtspopulistischen Wahren Finnen mit fünf Sitzen.
| Partei                    | Wahlergebnis 2008 | Sitze |
| ------------------------- | ----------------- | ----- |
| Zentrumspartei            | 44,7 %            | 17    |
| Nationale Sammlungspartei | 27,5 %            | 10    |
| Wahre Finnen              | 14,0 %            | 5     |
| Sozialdemokraten          | 8,3 %             | 3     |

Jalasjärvi unterhält eine Gemeindepartnerschaft mit dem italienischen Ort Baragiano.

## Söhne und Töchter
- Sameli Tala (1893–1961), Langstreckenläufer
- Päivi Maria Luostarinen (* 1955), Diplomatin
- Kalevi Kiviniemi (1958–2024), Konzertorganist und Komponist
- Hannu Lahtinen (1960–2020), Ringer
- Jarkko Kinnunen (* 1984), Geher